# Фрідріх-Вільгельм Юрген
Фрідріх-Вільгельм Юрген (нім. Friedrich-Wilhelm Jürgen; 2 жовтня 1895, Дамеров, Німецька імперія — 16 липня 1954, Сталінград, РРФСР) — німецький офіцер, оберст вермахту. Кавалер Лицарського хреста Залізного хреста.

## Біографія
Син власника лицарської мизи Густава Юргена і його дружини Гелени, уродженої Гінце. 5 серпня 1914 року вступив добровольцем в армію. Учасник Першої світової війни. 31 грудня 1918 року демобілізований, займався сільським господарством. В  1923/33 роках — член «Сталевого шолому», в 1933/34 роках — СА. 19 жовтня 1934 року повернувся в армію. З 1 квітня 1937 року — командир 1-ї (мотоциклетної) роти 1-го батальйону 2-го стрілецького полку. Учасник аншлюсу. З 1 грудня 1938 року служив в штабі свого полку.
З 21 серпня 1939 року — командир 1-го батальйону свого полку. Учасник Польської кампанії. З 3 листопада 1939 по 14 серпня 1940 року — командир 2-го батальйону свого полку. Учасник Французької кампанії. З 21 серпня 1940 року — командир навчального стрілецького батальйону, з 21 червня 1941 року — 1-го батальйону 900-го піхотного (моторизованого) полку. Учасник Німецько-радянської війни. З 10 листопада 1941 по 1 березня 1942 року — командир нового навчального стрілецького батальйону, з 14 березня 1942 року — 13-го стрілецького (з 5 липня 1942 року — танково-гренадерського) полку. 14 квітня 1943 року відправлений в резерв ОКГ. 30 квітня відряджений в штаб 3-ї танкової армії, 26 червня — в 1-ше училище танкових військ. З 10 листопада 1943 по 30 липня 1944 року — командир 18-го бригадного штабу особливого призначення, одночасно певний час виконував обов'язки командира 113-ї, з 18 грудня 1943 по 12 січня 1944 року — 14-ї, з 20 січня по 22 лютого — 211-ї, з 10 травня по 21 червня — 110-ї, потім — 707-ї піхотної дивізії. 1 жовтня 1944 року знову відправлений в резерв ОКГ. З 18 жовтня по 14 листопада пройшов курс командира дивізії. З 23 листопада 1944 по 17 січня 1945 року — командир 6-ї, 3 19 лютого — 14-ї танкової дивізії. 22 березня 1945 року через поранення знову відправлений в резерв ОКГ. Взятий в полон радянськими військами в Курляндії. Помер в лазареті. Станом на 2019 рік могила не знайдена.

## Звання
- Єфрейтор (24 грудня 1914)
- Унтерофіцер (квітень 1915)
- Віцевахмістр (серпень 1915)
- Лейтенант резерву (6 жовтня 1915)
- Оберлейтенант запасу (31 грудня 1918)
- Гауптман (21 жовтня 1934)
- Майор (31 березня 1939)
- Оберстлейтенант (1 жовтня 1941)
- Оберст (1 квітня 1942)

## Нагороди
- Залізний хрест 2-го і 1-го класу
- Ганзейський хрест (Любек; 14 листопада 1917)
- Нагрудний знак «За поранення» в чорному
- Почесний хрест ветерана війни з мечами
- Медаль «За вислугу років у Вермахті» 4-го класу (4 роки)
- Медаль «У пам'ять 13 березня 1938 року» (8 листопада 1939)
- Застібка до Залізного хреста
  - 2-го класу (28 вересня 1939)
  - 1-го класу (20 листопада 1939)
- Лицарський хрест Залізного хреста (16 червня 1940)
- Нагрудний знак «За танкову атаку» в бронзі (15 жовтня 1940)
- Нагрудний знак «За поранення» в сріблі (19 серпня 1942)